# Leffe (bier)

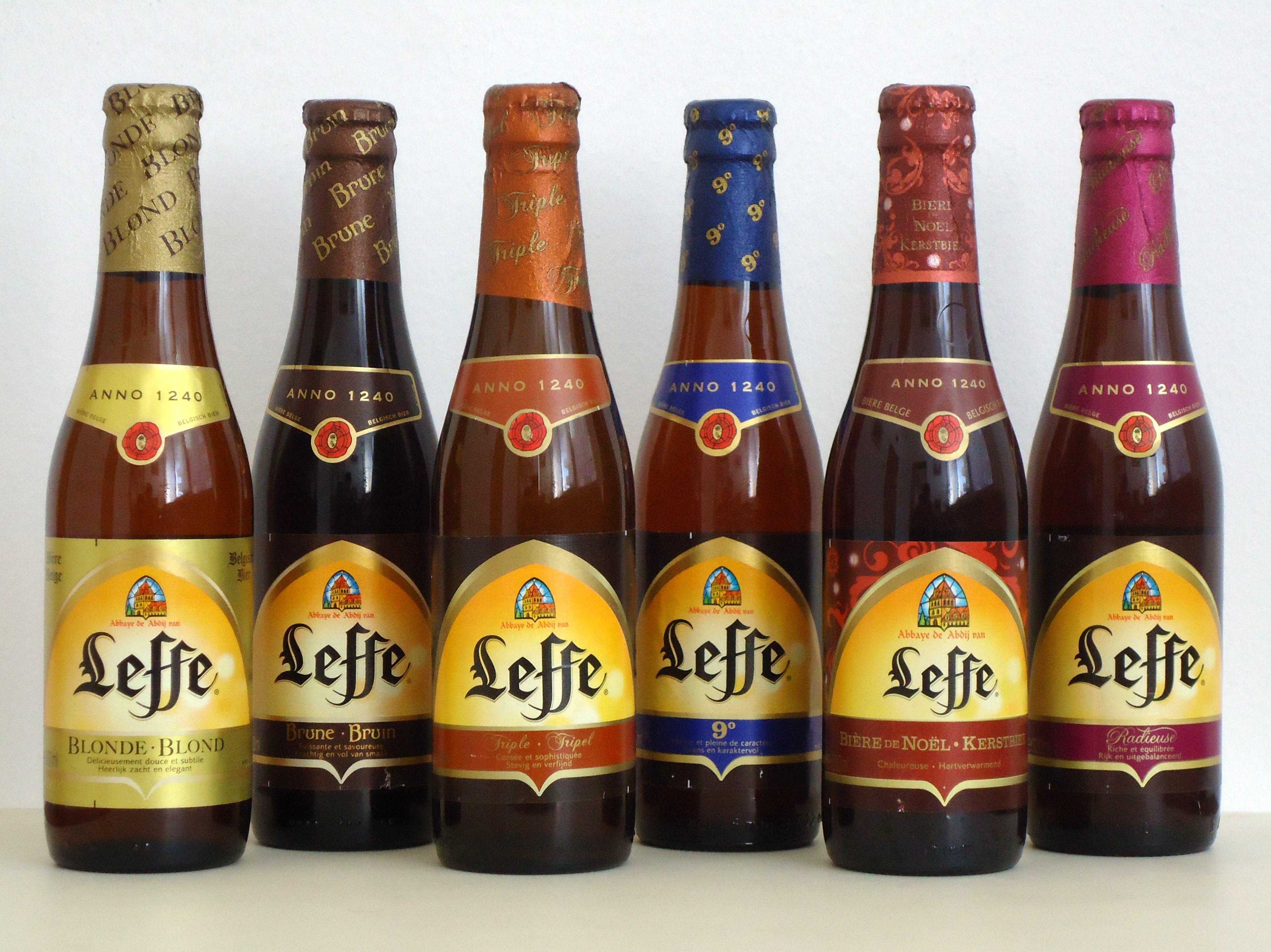
Leffe

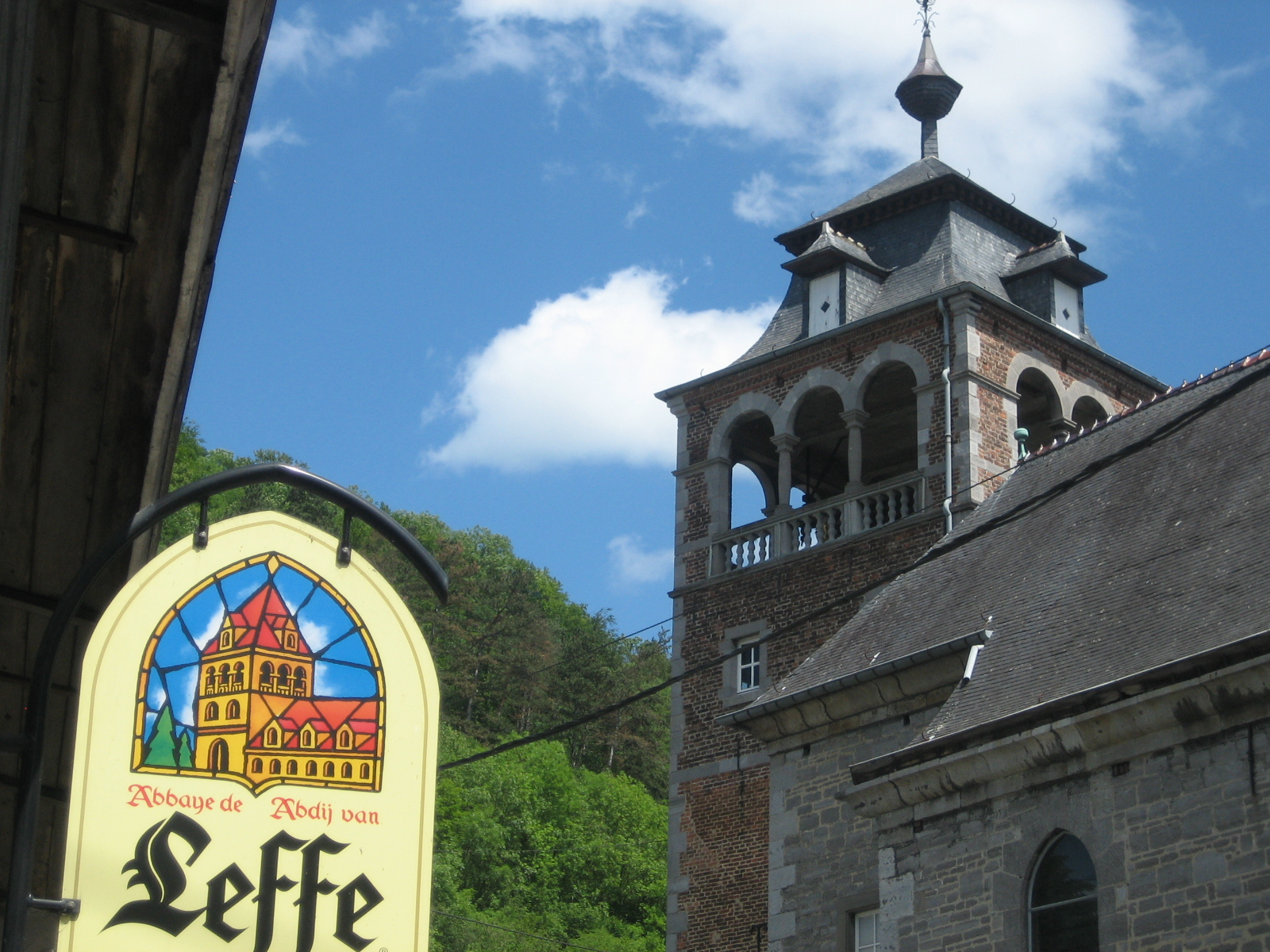
De toren van de abdij en het uithangbord van het Leffemuseum in Dinant

Leffe is een Belgisch abdijbier dat gebrouwen wordt door AB InBev. Het biermerk is vernoemd naar de in Dinant gelegen abdij van Leffe.

## Geschiedenis
De abdij van Leffe werd in 1152 gesticht door de Norbertijnen van Floreffe. In 1240 verwierven de monniken de brouwerij van Saint-Médart, aan de overkant van de Maas, en brachten haar over naar de abdij zelf. In 1466 verloor de abdij het eigendomsrecht op de brouwerij, de brouwerij werd verpacht waarbij de abt nog wel de hoofdverantwoordelijke bleef totdat de abdij op last van de Franse Republiek opgeheven werd in 1796. Delen van de abdij werden verkocht en de brouwerij kwam in handen van Joseph Georges en Alexandre Fissiaux. Vanaf 1813 veranderde de abdij veelvuldig van eigenaar. Het brouwen ging nog door tot 1809.
In 1952 kwamen de toenmalig abt van de heropgerichte noodlijdende abdij, Cyriel Nys, en brouwerij Lootvoet uit Overijse tot een overeenkomst om abdijbier met de naam Leffe te gaan brouwen in de brouwerij van Lootvoet.
In 1954 al werd Brouwerij Artois hoofdaandeelhouder van Lootvoet. De productie werd in 1977 overgeheveld naar Brouwerij Grade in Mont-Saint-Guibert, tot de sluiting in 1996.
Leffe wordt gebrouwen bij de brouwerij van Stella Artois in Leuven.
De Leffe Tripel werd bij wijze van uitzondering tussen 1977 en 1996 geproduceerd bij Brasserie du Bocq in Purnode en daarna in de Brouwerij van Hoegaarden.

## Leffe als merk
De abdij van Leffe is middels de vennootschap Brasserie de l'Abbaye de Leffe houder van het intellectueel eigendom op de naam Leffe. InBev bezit 98,45% van de aandelen van deze vennootschap. Het merk is gedeponeerd door InBev. 
Het Leffe-gamma is een van de belangrijkste merken geworden van de Inbev-groep. In haar merkenstrategie vormt het merk een global specialty brand. Frankrijk is de voornaamste afzetmarkt voor het merk. Daarnaast wordt het merk ook in licentie gebruikt door kaasmaker Savencia Group voor zijn Pavé à la Leffe sinds 2016 en door Belberry voor de Leffe confituren sinds 2018.
Naast de abdij staat een Leffemuseum.

## Soorten Leffe
- Leffe Bruin (6,5%), sinds 1952, donker bier, gefilterd
- Leffe Tripel (8,5%), sinds 1954, blond bier met hergisting op fles
- Leffe Vieille Cuvée (8,2%), sinds 1956, thans voor de buitenlandse markt bestemd
- Leffe Blond (6,6%), sinds 1976[3]
- Leffe Radieuse (8,2%), sinds 1973
- Leffe 9° (9,0%), sinds 2006[4], goudkleurig, sinds 2015 genaamd Leffe Rituel 9°
- Leffe Kerstbier (6,6%), sinds 2008[5], amberkleurig
- Leffe Lentebier (6,6%), sinds 2011[6]
- Leffe Ruby (5,0%), sinds 2011[7], robijnrood, bevat vlierbessen, aardbei, framboos en veenbes
- Leffe Nectar (5,5%), sinds 2012 gebrouwen. Oorspronkelijk was dit bier bedoeld voor de Franse markt, maar sinds 2013 is het ook in België verkrijgbaar.
- Leffe Des Vigne (5,0%) geproduceerd sinds 2015. Een toegankelijk bier met aroma's van druiven.
- Leffe Royale Whitbread Golding (7,5%), sinds mei 2012, blond bier gebrouwen met gerstemout, tarwe en 3 soorten hop. Sinds mei 2015 is de naam veranderd van Leffe Royale naar Leffe Royale Whitbread Golding, dit is tevens een van de hopsoorten uit het bier die komt uit Poperinge.
- Leffe Royale Cascade IPA (7,5%), een IPA, gebrouwen met drie soorten hop, waaronder Cascade, een hopsoort waarvan de naam verwijst naar het Cascadegebergte in de Verenigde Staten.
- Leffe Royale Mapuche (7,5%)
- Leffe Royale Mount Hood (7,5%), Wintereditie
- Leffe Royale Crystal (7,5%), Zomereditie
- Leffe Blond 0,0 (0,0%), sinds 2018,[8] blond alcoholvrij bier
- Leffe Bruin 0,0 (0,0%), sinds 2020,[9] bruin alcoholvrij bier
- Leffe La Légère (5,0%), sinds 2020
- Leffe Winter ( 6.6%)

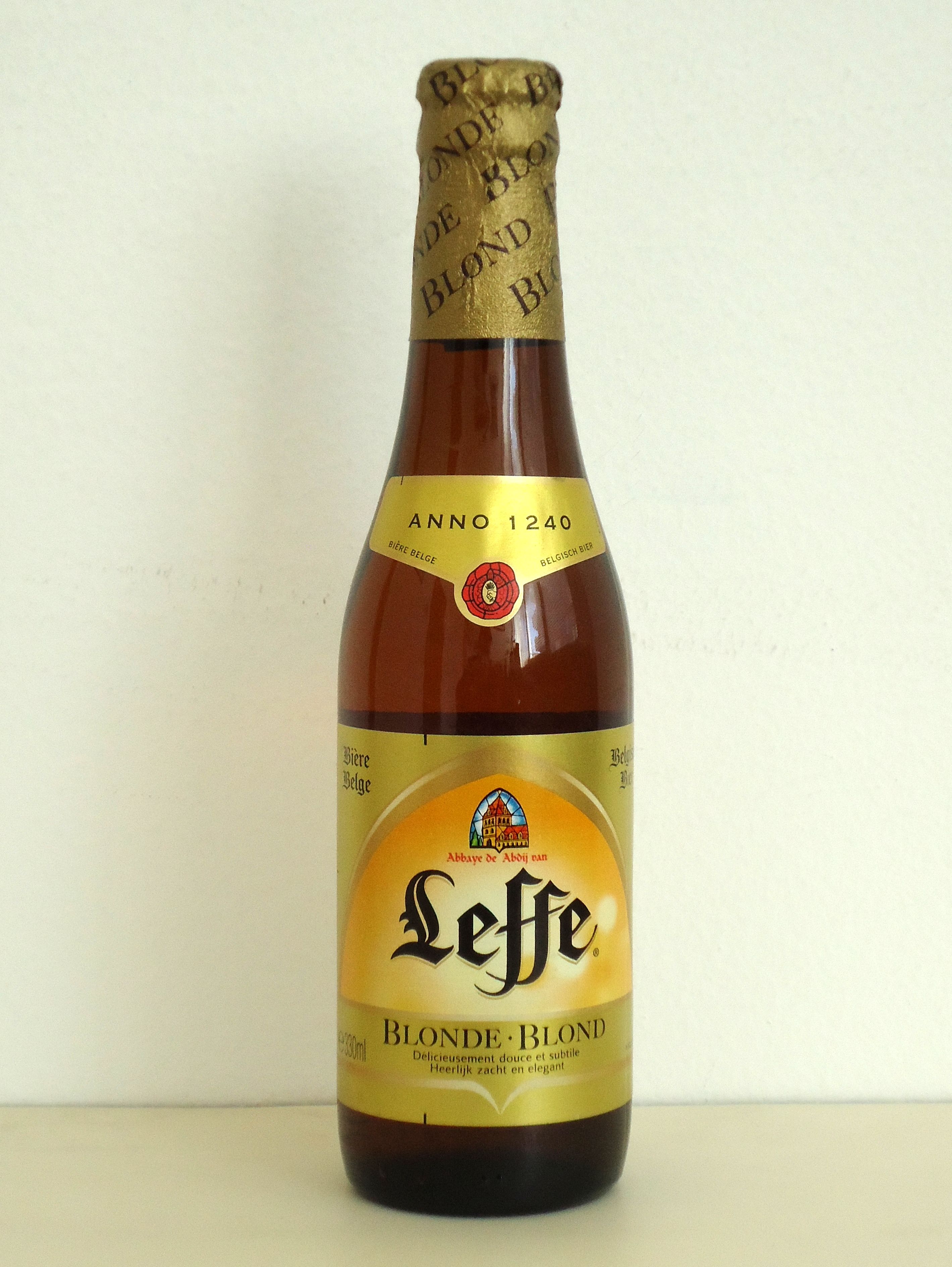
Leffe Blond
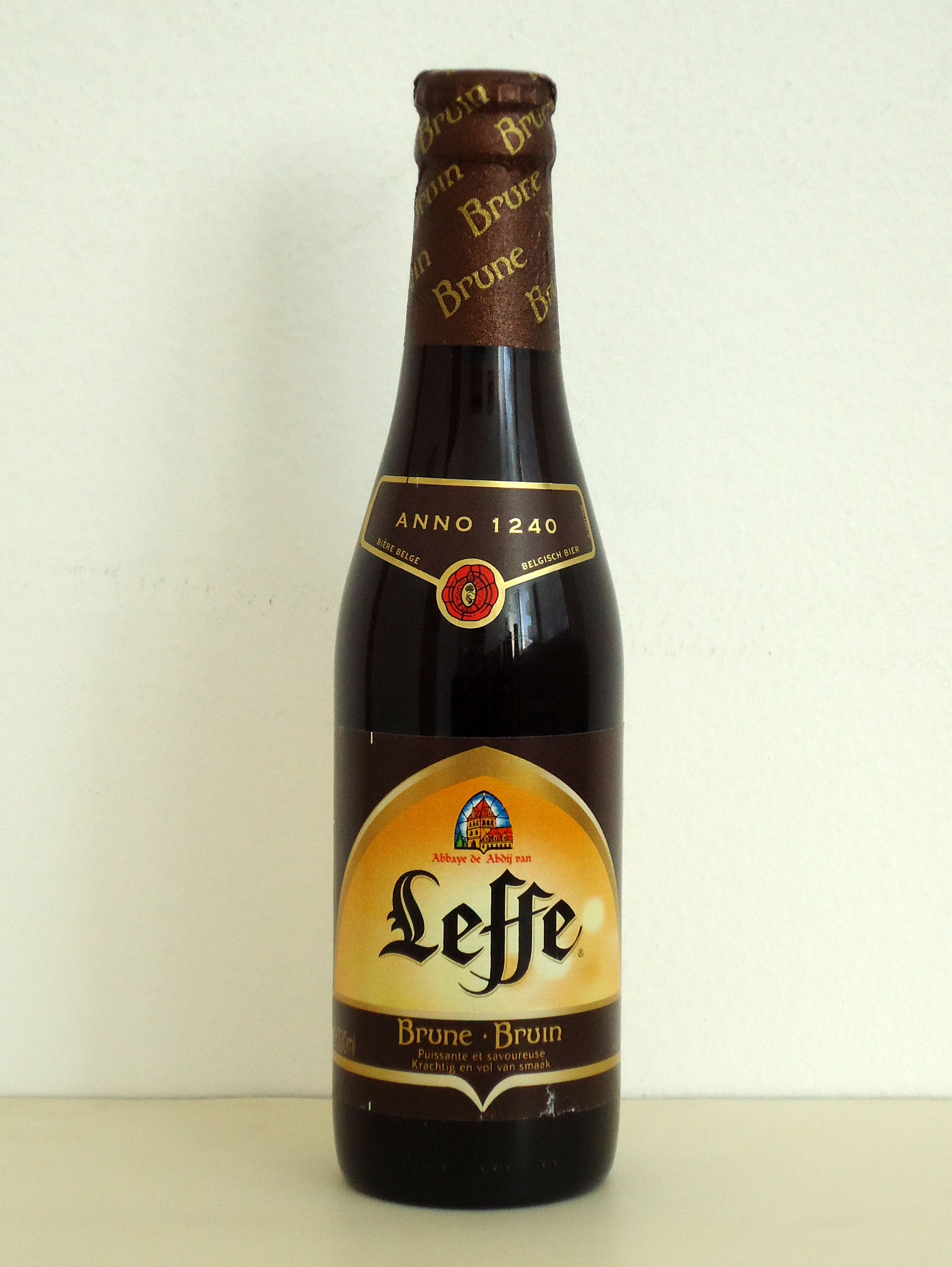
Leffe Bruin
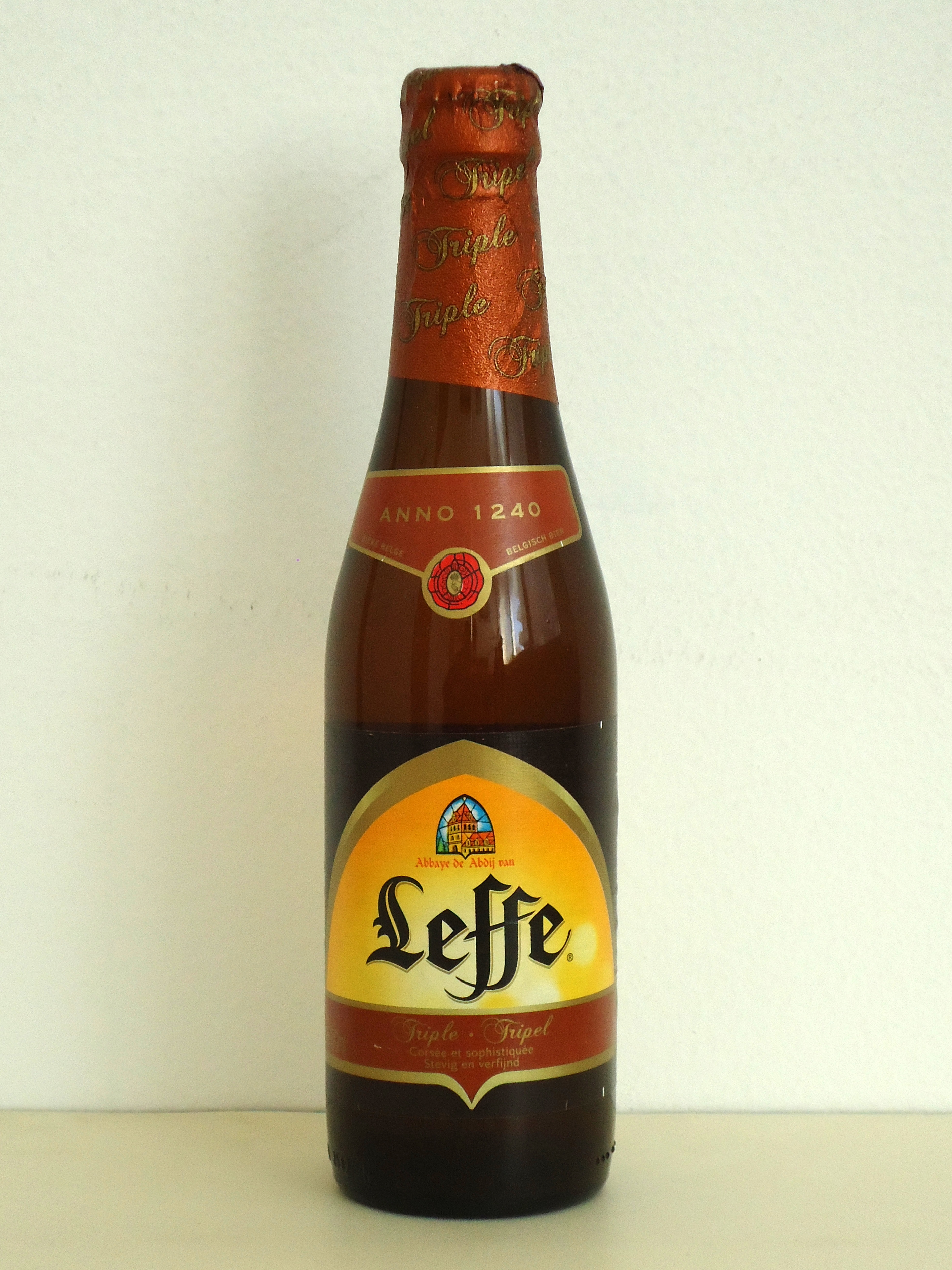
Leffe Tripel
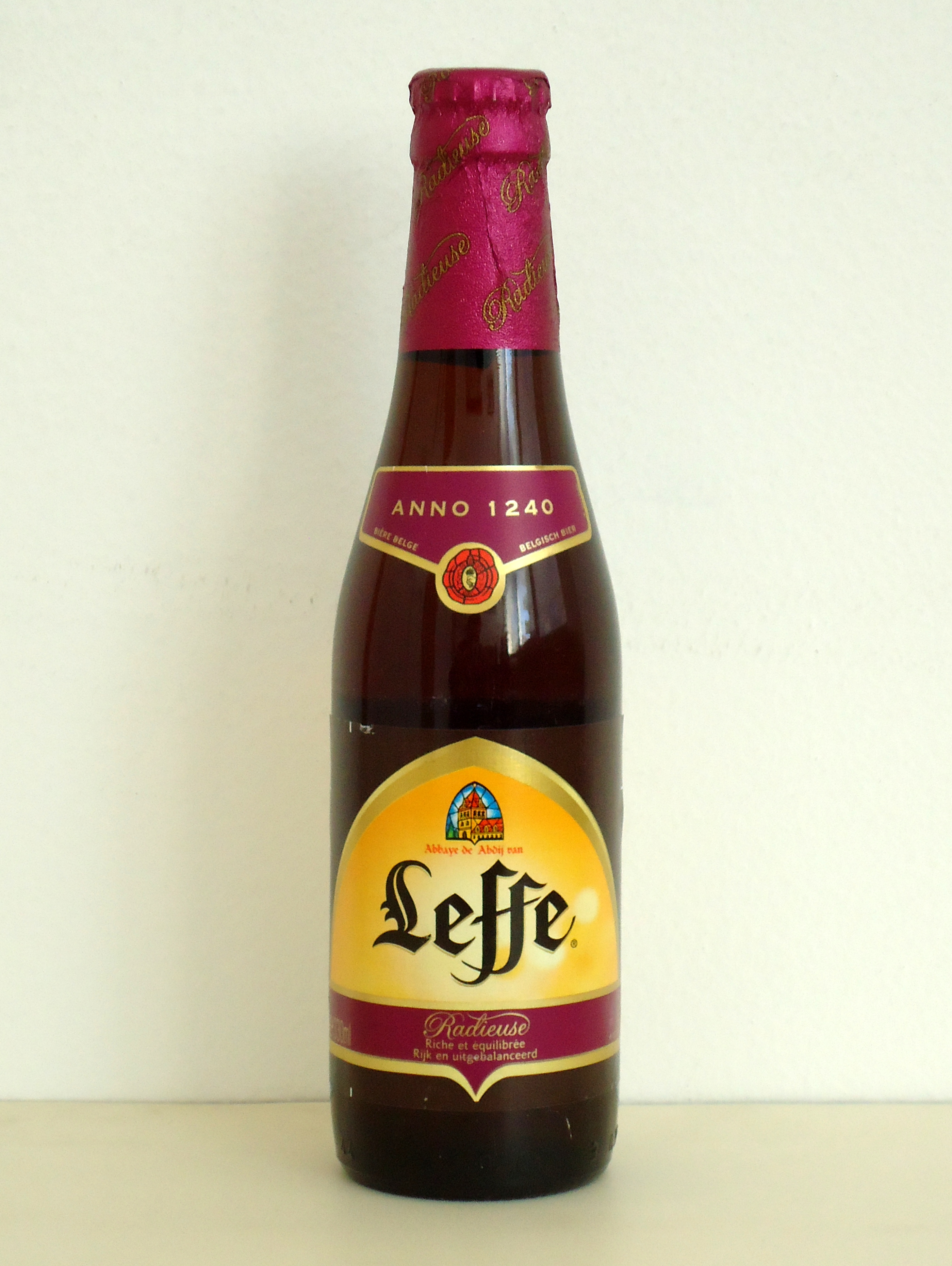
Leffe Radieuse
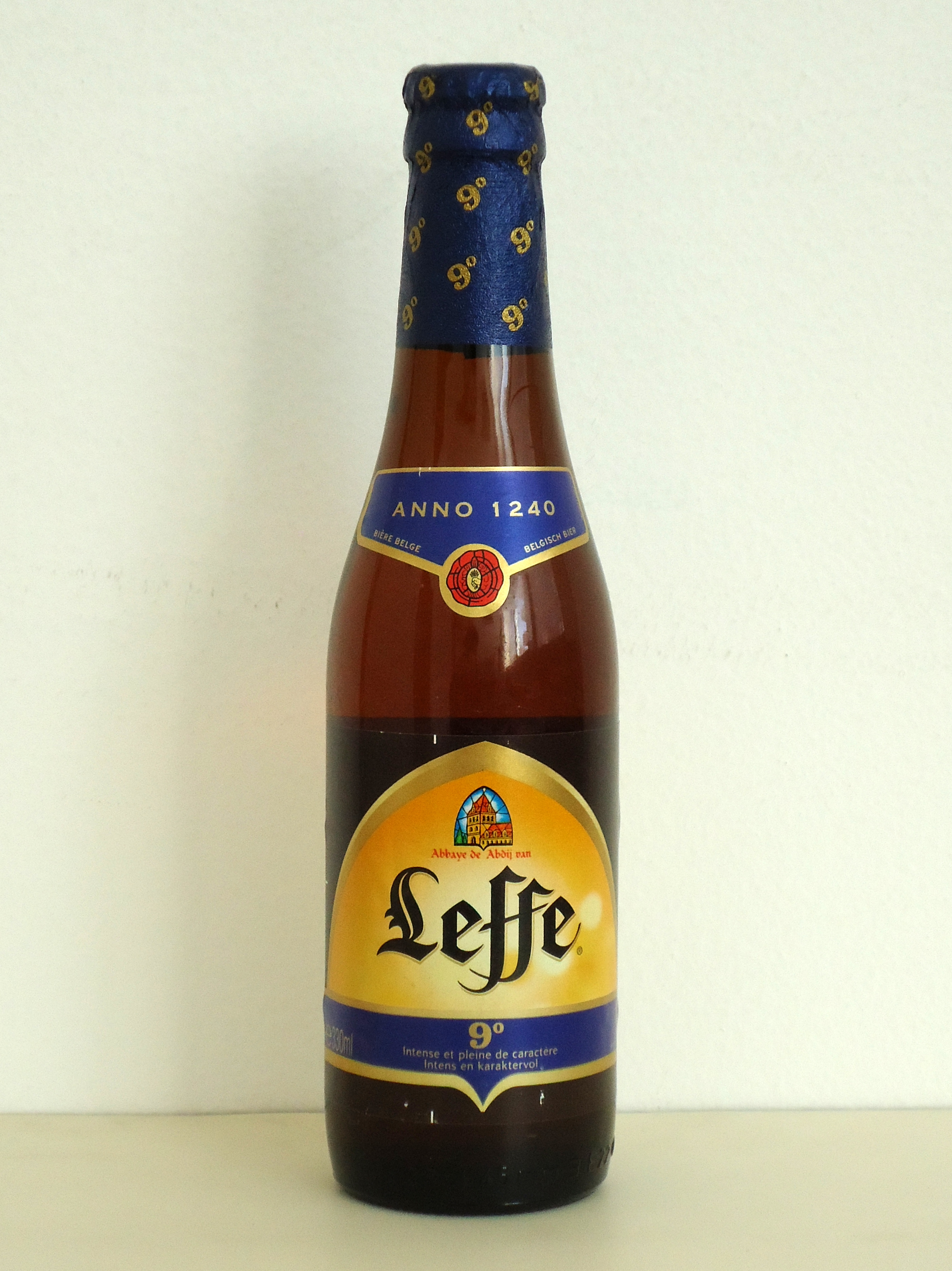
Leffe 9 °
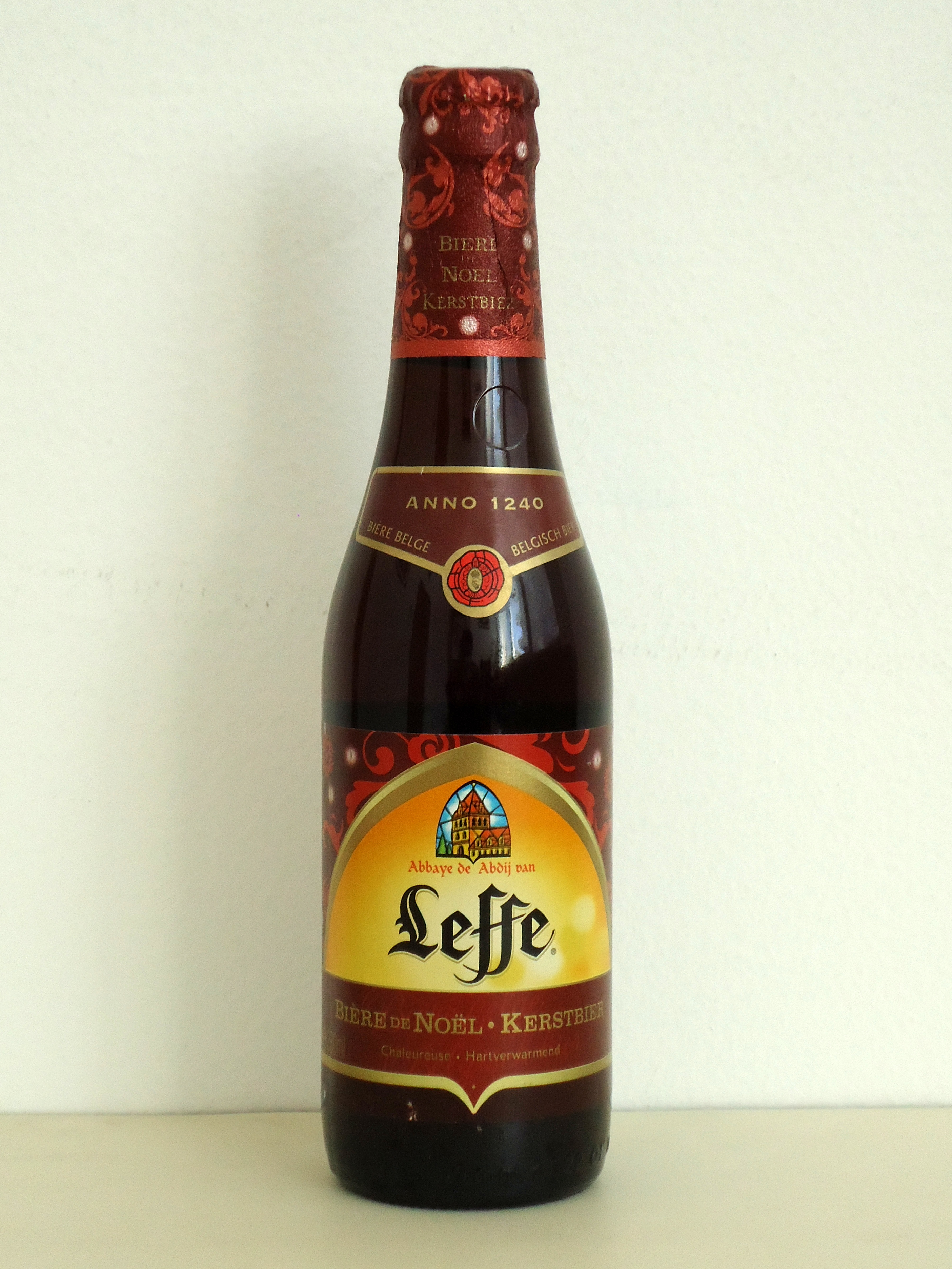
Leffe Kerstbier
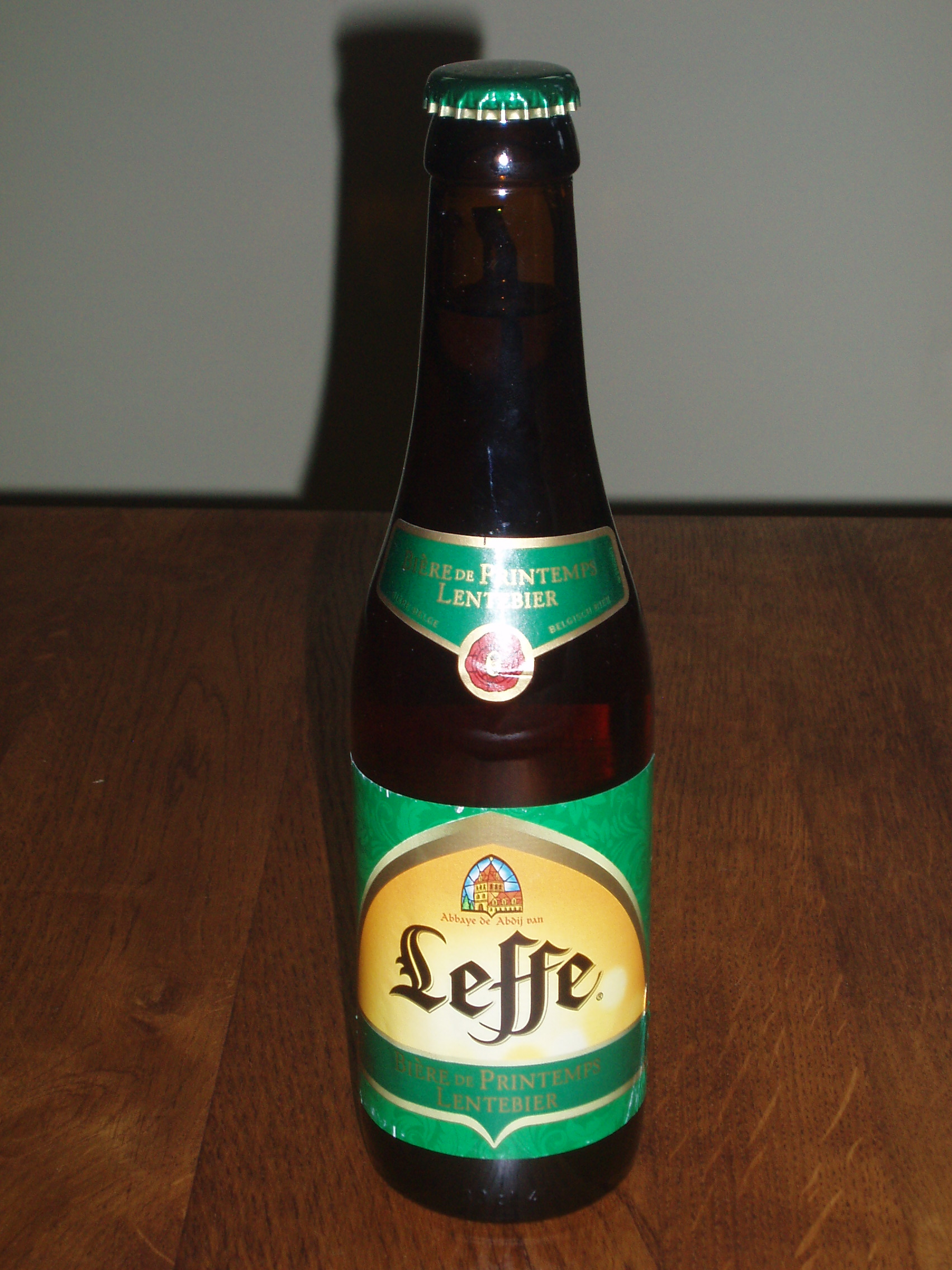
Leffe Lentebier
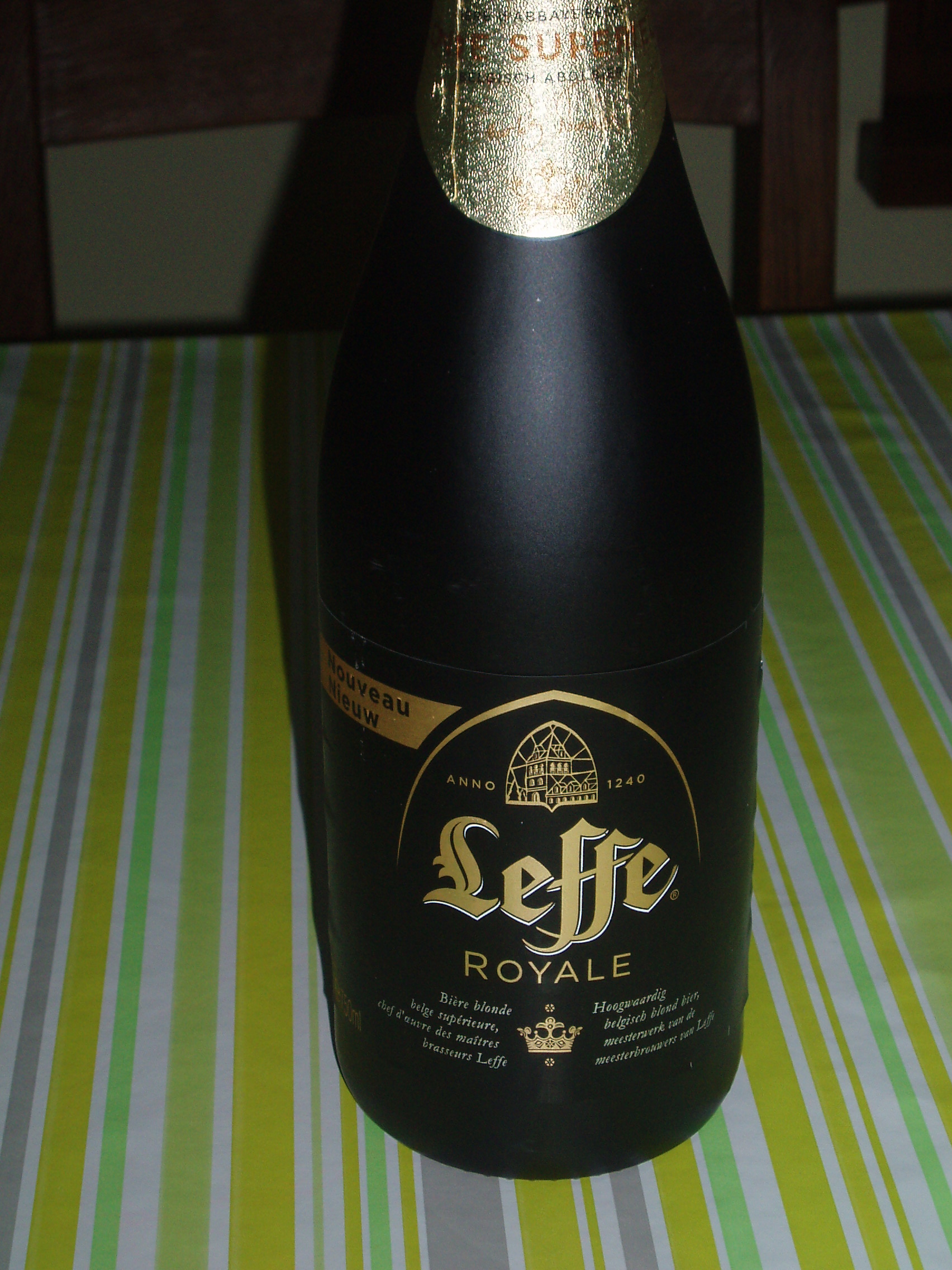
Leffe Royale